# Huguette Bello

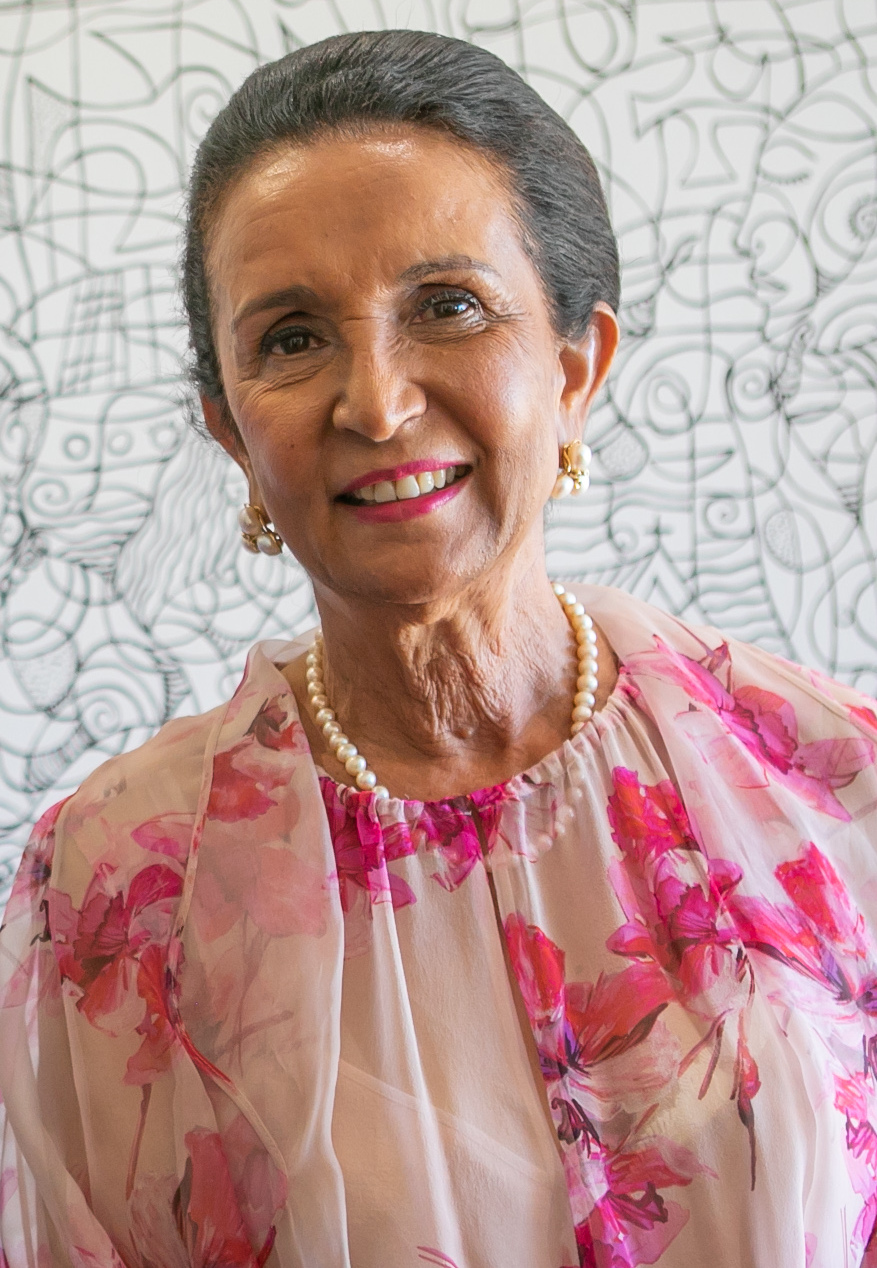
Huguette Bello 2023

Huguette Bello (geboren am 24. August 1950 in Saint-Pierre, La Réunion) ist eine französische Politikerin.
Sie war von 1974 bis 2012 Mitglied der Parti communiste réunionnais (PCR) und ist seit 2012 Vorsitzende von Pour La Réunion (PLR). Von 1997 bis 2020 war sie Abgeordnete in der französischen Nationalversammlung und von 2008 bis 2021 zeitweise Bürgermeisterin von Saint Paul. Nach einem ersten erfolglosen Versuch gewann sie die Regionalwahlen 2021 und wurde Präsidentin des Regionalrats von La Réunion.

## Leben und Wirken

### Kindheit, Jugend und der Beginn des politischen Engagements
Ihre Eltern Husto und Céline Bello hatten sechs Kinder, Huguette war ihre einzige Tochter. Ihr Vater war ein kleiner Pflanzer, ihre Mutter war Hausfrau. Die Familie lebte in Ravine des Cabris, einem Stadtteil der Gemeinde Saint-Pierre. Um sie finanziell zu unterstützen, arbeitete sie ab ihrem 18. Lebensjahr als Lehrerin und später als Leiterin einer Vorschule in Saint-Leu.
Im Alter von 18 Jahren engagierte sie sich in der Union des femmes de La Réunion (Frauenunion von La Réunion). 1978 wurde sie zu deren Präsidentin gewählt, später war sie in der autonomistischen Jugendfront und in der Kommunistischen Partei von La Réunion aktiv. 1981 nahm sie am Kongress der Internationalen Demokratischen Frauenföderation in der Tschechoslowakei teil.
1983 und 1992 wurde sie in den Regionalrat von La Réunion gewählt. 1983 wurde sie stellvertretende Bürgermeisterin von Saint-Pierre, 1989 dann auch von La Possession. Im Jahr 1988 wurde sie zur Generalrätin im Kanton Saint-Pierre-3 gewählt. Anschließend kehrte sie 1995 in den Stadtrat von Saint-Pierre zurück.

### Die ersten Abgeordnetenmandate
Bello wurde 1997 zur Abgeordneten im 2. Wahlkreis von La Réunion gewählt, was sie zur ersten weiblichen Abgeordneten in der Geschichte der Insel machte. 2002 und 2007 wurde sie wiedergewählt. Ihr Hauptkonkurrent war Alain Bénard (UMP).
Während ihres ersten Mandats war sie Mitglied der Fraktion der Radikalen, Bürger und Grünen in der Nationalversammlung. Danach trat sie der Fraktion der Demokratischen und Republikanischen Linken bei, nachdem sie in der XII. Legislaturperiode bei den Fraktionslosen gesessen hatte.
Sie engagierte sich für Fragen im Zusammenhang mit Bildung, Berufsberatung und Berufsausbildung und setzte sich für den Bau einer maritimen Berufsschule auf La Réunion ein.

### Aufstieg zur Bürgermeisterin von Saint-Paul
Bei den Kommunalwahlen 2008 gewann die von ihr angeführte Liste in Saint-Paul im zweiten Wahlgang mit 23.342 Stimmen bzw. 50,2 % der Stimmen gegen den amtierenden Bürgermeister Alain Bénard. Sie wurde am 21. März 2008 zur Bürgermeisterin der Gemeinde gewählt und war damit nach Marie-Thérèse de Chateauvieux in Saint-Leu die zweite Bürgermeisterin einer Gemeinde auf La Réunion und eine der wenigen Frauen, die eine französische Stadt mit mehr als 100.000 Einwohnern leiten (mit Martine Aubry, Valérie Fourneyron, Adeline Hazan, Maryse Joissains-Masini, Hélène Mandroux und Dominique Voynet).
Der um 138 Stimmen unterlegene amtierende Bürgermeister prangerte daraufhin die „Verteilung von Flugblättern“ am Vorabend der Wahl, „Manöver“ mit den Auszählungslisten sowie „Druck“ in den Wahllokalen an und klagte vor dem Verwaltungsgericht von Saint-Denis, das am 2. Oktober 2008 die Wahl für ungültig erklärte. Huguette Bello legte gegen diese Entscheidung beim Conseil d’État (Staatsrat) Berufung ein, diese wurde jedoch am 11. August 2009 abgewiesen. Bis zur Abhaltung von Neuwahlen führte eine vom Präfekten von La Réunion ernannte Sonderdelegation die laufenden Geschäfte.
Ihre Liste gewann im zweiten Wahlgang der Nachwahlen am 4. Oktober 2009 mit 56,5 % der Stimmen gegen ihren UMP-Gegner Alain Bénard, damit war Bello als Bürgermeisterin von Saint-Paul erneut gewählt.
Während ihrer Amtszeit als Bürgermeisterin musste sie insbesondere auf zahlreiche Haiangriffe an den Stränden von Saint-Paul reagieren. Am 20. September 2011 wurde Bello nach dem Tod eines Mannes, der am Strand von Boucan Canot von einem Hai gebissen wurde, von Angehörigen des Opfers und von Sportlern angegriffen, die ihr Untätigkeit der Behörden vorwarfen. Ihre Antwort verschärfte den Konflikt. Ihr wurde vorgeworfen, sie habe rassistische Vorurteile gegen die „Zoreilles“, die aus dem Mutterland stammenden Franzosen.

### Die Parlamentswahl von 2012 und die Gründung einer Partei
2012 unterstützte sie den Präsidentschaftskandidaten der Sozialistischen Partei, François Hollande, und gehörte zu den Rednern auf dem Podium bei seiner Kundgebung am 31. März 2012 in Saint-Denis.
Da sie die Forderung der PCR ablehnte, bei den Parlamentswahlen 2012 im 7. statt im 2. Wahlkreis von La Réunion zu kandidieren, wurde sie aus der Partei ausgeschlossen. Sie gründete daraufhin die Bewegung Pour La Réunion (PLR). Sie hielt an ihrer Kandidatur im 2. Wahlkreis fest und kandidierte gegen den Kandidaten der PCR. Sie war bereits im 1. Wahlgang mit 67 % der Stimmen erfolgreich. Sie schloss sich im Parlament der Fraktion Front de gauche an, was für sie eher eine technische als eine politische Zusammenarbeit bedeutete, und dies trotz der Unterstützung, die ihr die Linksfront von La Réunion in ihrem Kampf gegen die PCR und die anderen Parteien, einschließlich der UMP, gewährt hatte.
Im Mai 2016 war sie eine der 56 Abgeordneten, die den Misstrauensantrag der linksgerichteten Fraktionen gegen die Regierung anlässlich der Verabschiedung des Loi Travail (des Arbeitsgesetzes, auch El Khomry-Gesetz genannt) unterzeichneten.

### Niederlagen bei Kommunalwahlen, Wiederwahl in die Nationalversammlung
Bei den Kommunalwahlen 2014 in Saint-Paul verlor sie ihr Mandat als Bürgermeisterin. Die von ihr angeführte Liste erhielt 46,4 % der Stimmen und wurde von der rechten Liste von Joseph Sinimalé überholt.
2015 wurde Huguette Bello als Spitzenkandidatin für die Regionalwahlen und als Kandidatin der Linken für das Amt des Präsidenten der Region Réunion nominiert, wobei sie sich insbesondere gegen den amtierenden Präsidenten Didier Robert (Les Républicains) und den Abgeordneten Thierry Robert (MoDem) durchsetzte. Im ersten Wahlgang erhielt sie 23,8 % der Stimmen und belegte damit den zweiten Platz, jedoch weit hinter Didier Robert mit 40,4 %. Für den zweiten Wahlgang gewann sie Thierry Robert und Patrick Lebreton (PS-Abweichler) für sich. Sie bildeten eine Einheitsliste, die 47,3 % der Stimmen erhielt. Als gewählte Regionalrätin trat sie am 18. Dezember darauf ihr Amt an und wurde Vorsitzende der Fraktion Le Rassemblement. Sie trat daraufhin von ihrem Mandat im Stadtrat von Saint-Paul zurück, wo sie seit 2014 in der Opposition saß; Régine Chane Hong folgte ihr nach.
Sie unterstützte Jean-Luc Mélenchon bei der Präsidentschaftswahl 2017. Bei der folgenden Parlamentswahl kandidierte sie erneut. Unterstützt von der Kommunistischen Partei von Réunion (PCR), Rézistan’s Égalité 974 und La France insoumise (LFI), erhielt sie im ersten Wahlgang 57,1 % der Stimmen, doch aufgrund der hohen Wahlenthaltung konnte sie nicht direkt gewählt werden. (Die Ergebnisse des ersten Wahlgangs berücksichtigen die Wahlenthaltung. Um direkt gewählt zu werden, muss man eine Stimmenzahl erhalten, die mindestens einem Viertel der eingetragenen Wähler entspricht, und nicht nur die absolute Mehrheit der abgegebenen Stimmen (Artikel L. 126 des Wahlgesetzes)). Im zweiten Wahlgang wurde sie mit 73,6 % wiedergewählt.
Am 4. Juli 2017 stimmte Bello nach der politischen Grundsatzerklärung von Premierminister Édouard Philippe gegen das Vertrauen in die Regierung. Ein Jahr später unterzeichnete und stimmte sie für den gemeinsamen Misstrauensantrag, der von den drei linken Oppositionsfraktionen im Zusammenhang mit der Benalla-Affäre eingebracht wurde. 2018 reichte sie in der Nationalversammlung einen Änderungsantrag ein, um „den Schutz der Meere und Ozeane“ in der Verfassung zu verankern, der angenommen wurde.

### Erneut Bürgermeisterin von Saint-Paul von 2020 bis 2021
Im Juli 2019 kündigte Bello an, sie werde bei der Kommunalwahl 2020 in Saint Paul erneut kandidieren. Sie erhielt hierfür Unterstützung von der lokalen Linken, d. h. von der PCR, der PS, von Europe Écologie Les Verts, LFI und der Parti de gauche. Die von ihr angeführte Liste führte im ersten Wahlgang mit 36,6 % der Stimmen und lag damit deutlich vor den Listen des amtierenden Bürgermeisters Joseph Sinimalé von der Liste der LR (19,9 %) und des ehemaligen Bürgermeisters Alain Bénard (14,6 %). Sie gewann mit 61,8 % der Stimmen im zweiten Wahlgang gegen Bénard.
Am 4. Juli 2020 wurde sie vom Gemeinderat von Saint-Paul zur Bürgermeisterin gewählt. Kurz darauf fand eine Nachwahl statt, um sie in der Nationalversammlung zu ersetzen, da Bello aufgrund der Gesetzgebung zur Beschränkung der Mandatshäufung zum Rücktritt gezwungen war und ihr Ersatzkandidat ebenfalls ausfiel.
Zu Beginn ihrer Amtszeit ließ sie über eine Senkung der Vergütungen für die Abgeordneten abstimmen, die die vorherige Gemeindeverwaltung erhöht hatte. Die Erstellung des ersten Haushaltsplans der Amtszeit, der Ende Juli 2020 verabschiedet wurde, erforderte aufgrund eines Defizits von 6 Millionen Euro, das von der alten Stadtverwaltung geerbt worden war, erhebliche Haushaltskürzungen. Für 2021 kündigte Bello unter anderem kostenloses Schulessen, die Einrichtung einer Polizeistation in den Hauts de Saint-Paul, die Überarbeitung des Flächennutzungsplans der Stadt und die Einführung der Videoüberwachung bis 2026 sowie die Umsetzung einer Politik zur Einstellung von Bediensteten mit Behinderungen an.

### Präsidentin des Regionalrats von La Réunion
Bei der Regionalwahl von 2021 stand Bello wieder an der Spitze ihrer Kandidatenliste. Sie trat im Wahlkampf für die Nichtkumulierung von Abfindungen in der Region, für den Kampf gegen Ungleichheiten und die kostenlose Nutzung des gelben Busses ein. Ihre Liste kam im ersten Wahlgang mit 20,7 % der Stimmen auf den zweiten Platz, hinter dem amtierenden Präsidenten Didier Robert (31,1 %) und vor der ehemaligen Ministerin für Überseegebiete Ericka Bareigts (18,5 %). Letztere schloss sich, ebenso wie Patrick Lebreton, Huguette Bello für den zweiten Wahlgang in einer Liste der Linksunion an. Sie gewann im zweiten Wahlgang mit 51,9 % der Stimmen. Réunion ist damit die einzige Region in Frankreich, die bei dieser Wahl von rechts nach links wechselte.
Am 2. Juli 2021 wurde Bello zur Präsidentin des Regionalrats von La Réunion gewählt. Sie war damit die zweite Frau, die diese Institution leitete, 28 Jahre nach Margie Sudre. Aufgrund des Gesetzes gegen die Häufung von Mandaten musste sie daraufhin den Posten der Bürgermeisterin von Saint-Paul aufgeben, den sie erst ein Jahr zuvor wiedererlangt hatte; ihr erster Stellvertreter Emmanuel Séraphin, der auch Präsident des Territoire de la Côte Ouest war, folgte ihr am 8. Juli 2021 nach. Danach wurde Bello auch Vizepräsidentin der Association Régions de France.
Am 29. September 2021 wurde sie für eine Amtszeit von fünf Jahren zur Vorsitzenden des Aufsichtsrats des Universitätskrankenhauses von La Réunion gewählt.
Wie schon 2017 unterstützte sie Jean-Luc Mélenchon bei der Präsidentschaftswahl 2022. Sie schloss sich für die Parlamentswahl von 2022 dem damaligen Parteienbündnis, der Union de la gauche, an. Ihre Partei verbündete sich auf der regionalen Ebene mit der LFI, der PS und Europe Écologie Les Verts in der „Rassemblement réunionnais“, die sich als Pendant der auf nationaler Ebene gebildeten Nouvelle Union populaire écologique et sociale (NUPES) für Réunion verstand. Bello wurde daraufhin von der lokalen Presse als mögliche Ministerin im Falle eines Sieges der NUPES und im Falle der Ernennung von Jean-Luc Mélenchon zum Ministerpräsidenten gehandelt.
Im Juli 2024 wurde Bello von führenden Kommunisten und LFI-Abgeordneten als künftige Ministerpräsidentin von Frankreich vorgeschlagen.